# Tales of A Holy Quest
Tales of a Holy Quest är det svenska power metal-bandet The Storytellers tredje album. Albumet släpptes i november 2003 av det svenska skivbolaget Black Lodge Records och månaden därefter i Japan av skivbolaget Soundholic Co. Ltd.
Inför inspelningen av albumet hade bandet fått ett tillskott i form av gitarristen Jacob Wennerqvist.
Bandets första musikvideo spelades in till låten "Seed of Lies".

## Låtlista
1. "Voices from the Past" (instrumental) – 0:46
2. "Seed of Lies" – 4:27
3. "Conviction" – 5:44
4. "A Holy Quest" – 3:52
5. "Words Out of Greed" – 3:52
6. "Chamber of Torture" – 4:38
7. "The Mass" – 5:02
8. "Blinded Eyes" – 4:17
9. "When All Hope Has Faded" – 3:28
10. "Trails of Blood" – 8:03
11. "...and Still They Speak" (instrumental) – 0:50

## Medverkande
Musiker
- L-G Persson – sång, basgitarr
- Jacob Wennerqvist – gitarr
- Fredrik Groth – gitarr, keyboard
- Martin Hjerpe – trummor

Bidragande musiker
- Ronny Hemlin – sång
- Magnus Arnar – sång
- Johan Sohlberg – sång
- Per  Holmgren – sång
- Anna-Lena Persson – sång
- Helena Lättman – sång
- Jessica Wahlberg – sång
- Johanna Bergel-Jansson – sång
- Per Nilsson – gitarr

Produktion
- Carl von Schewen – producent
- Johan Hargeby – producent
- Fredrik Nordström – studiotekniker, mixning
- Patrik J. Steen – studiotekniker, mixning
- Henrik Udd – studiotekniker
- L-G Persson – studiotekniker, mixning
- Martin Hjerpe – studiotekniker, mixning
- Fredrik Groth – studiotekniker, mixning
- Jacob Wennerqvist – studiotekniker, mixning
- Jonas Strömberg – studiotekniker